# 12 giugno
Il 12 giugno è il 163º giorno del calendario gregoriano (il 164º negli anni bisestili). Mancano 202 giorni alla fine dell'anno.

## Eventi
- 1099 – I comandanti crociati visitano il Monte degli Ulivi, dove incontrano un eremita che li incita a portare l'assalto a Gerusalemme
- 1381 – Rivolta dei contadini in Inghilterra: i ribelli arrivano a Blackheath
- 1418 – Guerra civile tra Armagnacchi e Borgognoni: a Parigi esplode una sollevazione che causa la morte di circa 1600 Armagnacchi, fra i quali vi erano parecchie donne e il connestabile Bernardo VII d'Armagnac
- 1429 – I francesi guidati da Giovanna d'Arco conquistano la città di Jargeau e catturano il comandante inglese De la Pole
- 1442 – Alfonso V d'Aragona viene incoronato re di Napoli
- 1523 – Viene arrestato Jancko Douwama, leader dei ribelli indipendentisti della Frisia
- 1550 – La città di Helsinki viene fondata come capitale della Finlandia dal re Gustavo I di Svezia
- 1560 – Nella battaglia di Okehazama, Oda Nobunaga sconfigge Imagawa Yoshimoto
- 1575 – Guglielmo il Taciturno sposa Carlotta di Borbone-Montpensier
- 1653 – Prima guerra anglo-olandese, battaglia del Gabbard; si concluderà il giorno dopo
- 1665 – L'Inghilterra installa un governo municipale a New York
- 1672 – Guerra d'Olanda: l'esercito francese di Luigi XIV invade le Province Unite
- 1758 – Inizia l'attacco di James Wolfe a Louisbourg (Nuova Scozia)
- 1790 – Avignone e il Contado Venassino, antico possedimento pontificio, chiede la riunione alla Francia, rinnovandola definitivamente il 18 agosto 1791
- 1798 - Malta: accordo di resa firmato a bordo della nave francese Orient fra Napoleone e l'Ordine dei Cavalieri di San Giovanni, il cui dominio sull'isola termina dopo 268 anni
- 1817 – Papa Pio VII pubblica la lettera enciclica Vineam Quam Plantavit sulle nuove sedi episcopali in Francia
- 1838 – Viene organizzato il Territorio dello Iowa
- 1839 – Abner Doubleday fissa le regole del gioco del baseball, probabilmente basandosi su preesistenti giochi popolari
- 1849 – La maschera antigas viene brevettata da L.P. Haslett
- 1859
  - Con la ritirata delle truppe austriache e la partenza del Legato pontificio, a Bologna finisce lo Stato della Chiesa
  - All'indomani della fuga del duca, cessa il governo estense nei territori di Modena e Reggio Emilia
- 1864 – Guerra di secessione americana, battaglia di Cold Harbor: il generale Ulysses S. Grant toglie le sue truppe dalle posizioni di Cold Harbor (Virginia) e marcia verso sud
- 1897 – Karl Elsener brevetta il "coltello dell'ufficiale", ovvero l'oggetto poi diventato noto come coltellino svizzero
- 1898 – Il generale Emilio Aguinaldo dichiara l'indipendenza delle Filippine dalla Spagna
- 1900 – Il Reichstag approva una seconda legge che permette l'espansione della Marina tedesca
- 1901 – Cuba accetta di diventare un protettorato statunitense accettando il I emendamento
- 1918 – Prima guerra mondiale: primo bombardamento aereo da parte di un'unità americana sul Fronte occidentale, in Francia
- 1926 – Il Brasile esce dalla Società delle Nazioni per protesta contro il progetto di ammettere la Germania
- 1931 – Al Capone e 68 dei suoi accoliti vengono incriminati per violazione delle leggi sul proibizionismo
- 1935 – La guerra del Chaco, combattuta fra Bolivia e Paraguay dal 1932, finisce con una tregua
- 1937 – L'Unione Sovietica di Iosif Stalin giustizia otto comandanti dell'esercito
- 1940
  - Seconda guerra mondiale: 54000 soldati britannici e francesi si arrendono al maresciallo di campo Erwin Rommel a Saint-Valery-en-Caux
  - La Thailandia firma con la Francia un patto di non aggressione
- 1942 – Anna Frank riceve un diario come regalo per il suo tredicesimo compleanno
- 1944 – Il leader comunista cinese Mao Zedong annuncia che appoggerà il capo del Kuomintang, Chiang Kai-shek, nella guerra contro l'Impero giapponese
- 1957 – Maurice Bourgès-Maunoury diventa primo ministro di Francia
- 1963
  - Il leader del diritti civili Medgar Evers viene ucciso con colpi di arma da fuoco davanti alla sua casa di Jackson (Mississippi)
  - Prima mondiale del film Cleopatra con Elizabeth Taylor, Rex Harrison e Richard Burton al Rivoli Theatre di New York
- 1964 – In Sudafrica, Nelson Mandela viene condannato all'ergastolo
- 1965
  - Il generale vietnamita Nguyễn Cao Kỳ viene eletto da un gruppo di alti ufficiali primo ministro del Vietnam del Sud dopo le dimissioni del suo predecessore Phan Huy Quat
  - I Rolling Stones pubblicano la canzone (I Can't Get No) Satisfaction
- 1967 - La sonda Venera 4 viene lanciata e diventa la prima sonda spaziale a entrare nell'atmosfera di un altro pianeta e a restituire dei dati
  - Le leggi statali che vietano i matrimoni misti vengono dichiarate incostituzionali dalla Corte suprema degli Stati Uniti d'America
- 1971 - Gli Emirati Arabi Uniti aderiscono alla Lega araba
- 1975 – Il primo ministro indiano Indira Gandhi viene trovata colpevole di brogli elettorali nelle elezioni del 1971
- 1979 – Bryan Allen fa volare il Gossamer Albatross, azionato dalla sola forza umana, attraverso il Canale della Manica
- 1981
  - Nel paese africano del Gibuti il candidato unico, Hassan Gouled Aptidon, vince le elezioni presidenziali
  - Esce nelle sale cinematografiche statunitensi I predatori dell'arca perduta, primo capitolo di quella che poi diventerà la serie di Indiana Jones
- 1982
  - 750000 persone manifestano contro le armi nucleari nel Central Park di New York; sono presenti, fra gli altri, anche i musicisti Jackson Browne, Linda Ronstadt, Bruce Springsteen e James Taylor
  - Guerra delle Falkland: il Regno Unito esce vittorioso dalla battaglia di Mount Longdon
- 1984 – Il decreto legge elaborato dal governo Craxi I nel precedente febbraio che abolisce quattro punti della scala mobile salariale viene convertito in legge
- 1985 – La Camera degli Stati Uniti d'America approva un aiuto di 27 milioni di dollari ai Contras del Nicaragua
- 1986 – Il Sudafrica dichiara lo stato di emergenza nazionale, attribuendo un potere virtualmente illimitato alle forze di sicurezza e ponendo limiti sulla copertura stampa delle rivolte
- 1987
  - Il presidente statunitense Ronald Reagan sfida pubblicamente Michail Gorbačëv ad abbattere il Muro di Berlino
  - Jean-Bedel Bokassa, ex imperatore del Centrafrica, viene condannato a morte per i crimini commessi durante i 13 anni del suo regno
- 1990
  - Il parlamento della Federazione Russa dichiara formalmente la sua sovranità
  - La cantante statunitense Mariah Carey pubblica il suo omonimo album di debutto
- 1991
  - Boris Yeltsin viene eletto come presidente della Federazione Russa
  - A Toronto (Ontario) si aprono i colloqui del NAFTA
- 1992 – In una lettera al Senato statunitense, il presidente russo Boris Yeltsin dichiara che nei primi anni cinquanta l'Unione Sovietica aveva abbattuto nove aerei americani e trattenuto 12 sopravvissuti
- 1994 – Nicole Brown Simpson e Ronald Goldman vengono assassinati nella casa di lei a Los Angeles (California); il sospettato O. J. Simpson verrà in seguito scagionato degli omicidi, ma ritenuto responsabile in una causa civile
- 1996
  - A Filadelfia, un gruppo di giudici federali blocca la legge contro l'indecenza su Internet: i giudici sostengono che il Communications Decency Act del 1996 violerebbe i diritti alla libertà di parola degli adulti
  - Marge Schott viene bandita dalla sua carica di presidente della squadra di baseball dei Cincinnati Reds per le sue continue dichiarazioni a favore di Adolf Hitler e per i suoi commenti dispregiativi contro neri, ebrei e gay
- 1998 – La Compaq Computer paga nove miliardi di dollari per l'acquisto della Digital Equipment Corporation: è la più grande acquisizione del settore high-tech fino ad allora
- 1999 – La forza di mantenimento della pace delle Nazioni Unite (KFOR), a guida NATO, entra nella provincia del Kosovo nella Repubblica Federale di Jugoslavia
- 2010 – Città del Messico, bande di narcotrafficanti provocano scontri causando la morte di 77 persone: l'episodio viene considerato una mattanza dall'opinione pubblica
- 2016 – Una strage in un locale gay di Orlando, rivendicata dall'ISIS, provoca 50 morti e 53 feriti
- 2018 – Il presidente statunitense Donald Trump e il leader nordcoreano Kim Jong-un si incontrano a Singapore per lavorare a una completa denuclearizzazione della Corea del Nord

## Nati
Ci sono circa 1 090 voci su persone nate il 12 giugno; vedi la pagina Nati il 12 giugno per un elenco descrittivo o la categoria Nati il 12 giugno per un indice alfabetico.

## Morti
Ci sono circa 460 voci su persone morte il 12 giugno; vedi la pagina Morti il 12 giugno per un elenco descrittivo o la categoria Morti il 12 giugno per un indice alfabetico.

## Feste e ricorrenze

### Civili
Internazionali
- FAO - Giornata mondiale contro il lavoro minorile

Nazionali:
- Brasile - Dia dos Namorados, è l'equivalente brasiliano di San Valentino. In questo giorno tra le coppie è usanza scambiarsi regali e mazzi di fiori.
- Filippine - Festa dell'indipendenza (Araw ng Kalayaan, dal 1898)
- Russia - Festa dell'indipendenza (Giorno della Russia, dal 1990)

### Religiose
Cristianesimo:
- Sant'Anna di Kašin, principessa di Pskov e monaca
- San Basilide, martire
- Santa Cunera, vergine e martire
- Sant'Eskill, vescovo e martire svedese
- San Filippo di Palermo, diacono
- San Gaspare Bertoni, sacerdote
- San Leone III, papa
- Sant'Odulfo di Utrecht, monaco
- Sant'Onofrio, eremita
- San Placido di Ocre, abate
- Martiri polacchi della seconda guerra mondiale
- Beato Antonio de Pietra, mercedario
- Beato Corrado da Maleville, mercedario
- Beata Florida Cevoli, religiosa
- Beato Guido da Cortona, sacerdote
- Beato Lorenzo Maria di San Francesco Saverio (Lorenzo Salvi), passionista
- Beata Maria Barba (Maria Candida dell'Eucaristia), carmelitana scalza
- Beata Mercedes Molina y Ayala (Mercedes Maria di Gesù), fondatrice delle suore Istituto di Santa Marianna di Gesù

Religione romana antica e moderna:
- Dies religiosus[senza fonte]
- Vestalia, sesto giorno